# Copa Ibérica de rugby
La Copa Ibérica de rugby es una competición de rugby disputada anualmente por clubes afiliados a la Federación Española de Rugby y a la Federação Portuguesa de Rugby. Se disputó por primera vez en el año 1965. La competición se disputaba a final de año.
Entre 1965 e 1971 era disputada por dos clubes de cada país, que se enfrentaban entre ellos en formato de liguilla con semifinales y final. La competición dejó de disputarse y volvió a aparecer en 1983 con un nuevo formato, enfrentándose directamente en partido único los campeones de ambas ligas. En la temporada 2007-2008 se enfrentaron dos clubes por país en formato de semifinal y final. Tras unos años sin jugarse, volvió a disputarse en enero de 2013, a partido único.

## Palmarés
| Edición | Temporada                                   | Sede                      | Campeón                      | Finalista                | Resultado |
| ------- | ------------------------------------------- | ------------------------- | ---------------------------- | ------------------------ | --------- |
| I       | 1965                                        | Madrid                    | Real Canoe N.C               | CDU Lisboa               | Liguilla  |
| II      | 1966                                        | Lisboa                    | CD Universitari de Barcelona | FC Barcelona             | Liguilla  |
| III     | 1967                                        | Barcelona                 | Real Canoe N.C               | CDU Lisboa               | Liguilla  |
| IV      | 1968                                        | Coímbra                   | CR Cisneros                  | CDU Lisboa               | Liguilla  |
| V       | 1969                                        | San Sebastián             | Atlético San Sebastián       | CDU Lisboa               | Liguilla  |
| VI      | 1970                                        | Lisboa                    | FC Barcelona                 | CR Cisneros              | Liguilla  |
| VII     | 1971                                        | Madrid                    | SL Benfica                   | Real Canoe N.C           | Liguilla  |
| VIII    | 1983-84                                     | Valencia                  | CDU Lisboa                   | RC Valencia              | 13-3      |
| IX      | 1984-85                                     | Lisboa                    | CDU Lisboa                   | UE Santboiana            | 32-9      |
| X       | 1985-86                                     | Madrid                    | CR Cisneros                  | CDU Lisboa               | 13-10     |
| XI      | 1986-87                                     | Lisboa                    | SL Benfica                   | CD Arquitectura          | 21-16     |
| XII     | 1987-88                                     | San Baudilio de Llobregat | UE Santboiana                | Dramatico Cascais        | 23-16     |
| XIII    | 1988-89                                     | Lisboa                    | SL Benfica                   | CD Arquitectura          | 25-4      |
| XIV     | 1989-90                                     | San Baudilio de Llobregat | UE Santboiana                | CDU Lisboa               | 13-6      |
| XV      | 1990-91                                     | Lisboa                    | CD Arquitectura              | CDU Lisboa               | 25-16     |
| XVI     | 1991-92                                     | Valladolid                | CD El Salvador               | SL Benfica               | 13-0      |
| XVII    | 1992-93                                     | Cascais                   | Dramatico Cascais            | Ciencias Sevilla         | 12-11     |
| XVIII   | 1993-94                                     | Guecho                    | Dramatico Cascais            | Getxo RT                 | 21-19     |
| XIX     | 1994-95                                     | Cascais                   | Ciencias Sevilla             | Dramatico Cascais        | 31-14     |
| XX      | 1995-96                                     | Madrid                    | CD Arquitectura              | Dramatico Cascais        | 18-16     |
| XXI     | 1996-97                                     | Lisboa                    | Dramatico Cascais            | UE Santboiana            | 14-9      |
| XXII    | 1997-98                                     | San Baudilio de Llobregat | AA Coimbra                   | UE Santboiana            | 15-8      |
| XXIII   | 1998-99                                     | Lisboa                    | Dulciora El Salvador         | AEIS Tecnico             | 29-15     |
| XXIV    | 1999-00                                     | Valladolid                | GD Direito                   | VRAC Quesos Entrepinares | 20-16     |
| XXV     | 2000-01                                     | Lisboa                    | UCM Canoe                    | GD Direito               | 26-11     |
| XXVI    | 2001-02                                     | Valladolid                | SL Benfica                   | VRAC Quesos Entrepinares | 19-16     |
| XXVII   | 2002-03                                     | Lisboa                    | GD Direito                   | La Moraleja Alcobendas   | 24-18     |
| XXVIII  | 2003-04                                     | Valladolid                | Cetransa UEMC El Salvador    | CF Os Belenenses         | 40-34     |
| XXIX    | 2004-05                                     | Coímbra                   | Cetransa UEMC El Salvador    | AA Coimbra               | 32-0      |
| XXX     | 2005-06                                     | San Baudilio de Llobregat | UE Santboiana                | GD Direito               | 22-16     |
| XXXI    | 2006-07                                     | Lisboa                    | UE Santboiana                | GD Direito               | 26-20     |
| XXXII   | 2007-08                                     | Lisboa                    | Agronomia Rugby              | GD Direito               | 26-18     |
| XXXIII  | 2012                                        | Valladolid                | CDU Lisboa                   | VRAC Quesos Entrepinares | 24-13     |
| XXXIV   | 2013                                        | Lisboa                    | GD Direito                   | VRAC Quesos Entrepinares | 41-11     |
| XXXV    | 2014                                        | Valladolid                | VRAC Quesos Entrepinares     | CDU Lisboa               | 32-8      |
| XXXVI   | 2015                                        | Lisboa                    | GD Direito                   | VRAC Quesos Entrepinares | 22-12     |
| XXXVII  | 2016                                        | Valladolid                | SilverStorm El Salvador      | GD Direito               | 27-22     |
| XXXVIII | 2017                                        | Lisboa                    | VRAC Quesos Entrepinares     | CDU Lisboa               | 27-13     |
| XXXIX   | 2018                                        | Valladolid                | VRAC Quesos Entrepinares     | CF Os Belenenses         | 34-25     |
| XL      | 2019                                        | Lisboa                    | VRAC Quesos Entrepinares     | AEIS Agronomia           | 28-27     |
| XLI     | 2020                                        | Valladolid                | VRAC Quesos Entrepinares     | CF Os Belenenses         | 19-13     |
| XLII    | 2021-22 (jugada el 3 de abril de 2022)      | Lisboa                    | VRAC Quesos Entrepinares     | AEIS Tecnico             | 44-8      |
| XLIII   | 2022-23 (jugada el 26 de marzo de 2023)     | San Baudilio de Llobregat | CF Os Belenenses             | UE Santboiana            | 45-15     |
| XLIV    | 2023-24 (jugada el 25 de noviembre de 2023) | Lisboa                    | VRAC Quesos Entrepinares     | GD Direito               | 13-8      |
| XLV     | 2024-25 (jugada el 12 de abril de 2025)     | Valladolid                | VRAC Quesos Entrepinares     | CF Os Belenenses         | 43-39     |

## Títulos por club
| Equipo                           | Títulos | Años que ganó                                   |
| -------------------------------- | ------- | ----------------------------------------------- |
| VRAC Quesos Entrepinares         | 8       | 2014, 2017, 2018, 2019, 2020, 2022, 2023 y 2024 |
| El Salvador                      | 5       | 1992, 1999, 2004, 2005 y 2016                   |
| SL Benfica                       | 4       | 1971, 1987, 1989 y 2002                         |
| UE Santboiana                    | 4       | 1988, 1990, 2006 y 2007                         |
| Grupo Desportivo Direito         | 4       | 2000, 2003, 2013 y 2015                         |
| Grupo Dramático Sportivo Cascais | 3       | 1993, 1994 y 1997                               |
| Real Canoe N.C.                  | 3       | 1965, 1967 y 2001                               |
| CDU Lisboa                       | 3       | 1984, 1985 y 2012                               |
| CR Cisneros                      | 2       | 1968 y 1986                                     |
| C.D. Arquitectura                | 2       | 1991 y 1996                                     |
| CDU Barcelona                    | 1       | 1966                                            |
| At. San Sebastián                | 1       | 1969                                            |
| FC Barcelona                     | 1       | 1970                                            |
| Club de Rugby Ciencias           | 1       | 1995                                            |
| Associação Académica de Coimbra  | 1       | 1998                                            |
| Agronomia Rugby                  | 1       | 2008                                            |
| CF Os Belenenses                 | 1       | 2023                                            |

## Títulos por federación
| Federación | Número de títulos |
| ---------- | ----------------- |
| España     | 28                |
| Portugal   | 17                |